# Якимов, Всеволод Петрович
Всеволод Петрович Яки́мов (12 (25) августа 1912, Саратов — 21 января 1982, Москва) — советский антрополог, доктор биологических наук (1968), профессор (1968). Член КПСС с 1946 года.

## Биография
Родился в Саратове. С 1932 по 1937 год являлся студентом биологического факультета МГУ. Участник Великой Отечественной войны. Ушел на фронт в сентябре 1942 года и закончил войну в сентябре 1945 года. Был награждён орденом Красной Звезды и медалями.
В 1942 году защитил кандидатскую диссертацию на тему «Морфология и изменение пропорций скелета передних конечностей в онтогенезе у человека и некоторых млекопитающих».
С 1945 по 1958 год старший научный сотрудник института этнографии АН СССР в Ленинграде.
С 1958 года директор Научно-исследовательского института и музея антропологии МГУ. Также с 1976 года заведующий кафедрой антропологии биологического факультета МГУ.
В 1967 году защитил докторскую диссертацию на тему «Стадии и внутристадиальная дифференциация в эволюции человека».
Доктор биологических наук (1968), профессор (1968). Участник многих международных конгрессов. 

## Значение
- Основные труды посвящены проблемам эволюции человека, палеоантропологии и расогенеза.
- Впервые дал антропологическое и философское истолкование австралопитековых как начальной стадии антропогенеза.
- Разрабатывал проблему неандертальцев, в частности их «классических» форм.

## Основные публикации
- О двух морфологических типах европейских неандертальцев // Природа. 1949. № 10. С. 27-42;
- Ранние стадии антропогенеза // Происхождение человека и древнее расселение человечества // ТИЭ. Научный сборник. 1951. Т. 16. С. 7-88;
- О древней «монголоидности» в Европе // КСИЭ. 1957. Вып. 28. С. 86-91;
- Антропологические материалы из неолитического могильника на Южном Оленьем острове (Онежской озеро) // Сборник МАЭ. 1960. Т. 19. С. 221—359;
- От обезьяны к человеку, от животного стада к обществу // Очерк диалектики живой природы. М., 1963, С. 319—368;
- О некоторых факторах среды на начальном этапе антропогенеза // Вопросы антропологии. 1974. Вып. 48. С. 50-57;
- Орудия и люди (палеоантропы) // Природа и древний человек. М., 1981. С. 97-107.